# Brianna Taylor (EP)
Brianna Taylor, es el debut álbum EP de la cantante estadounidense, Brianna Taylor. Ha vendido más de 20,000 discos en U.S. y mundialmente ha vendido más de un millón de copias.

## Información del disco
El álbum EP fue grabado al terminar el programa The Real World: Hollywood. Brianna quería que el EP fuera lanzado durante la gran final de su programa pero no pudo encontrar fechas para poder lanzarlo. Sin embargo, el álbum fue lanzado el 3 de junio de 2008 solo un mes antes de que su programa finalizara. Debutó en el número uno en más de quince países incluyendo Estados Unidos, Canadá y Reino Unido, y en el #2 en Japón. Ha confirmado más de 20'000 discos, acercándose a los 25'000. Mundialmente ha vendido 1.5 millones de discos, conviriéndose en uno de los debut EP más vendidos (#3) por una artista menor de 25 años.

## Lista de canciones
| # | Título                | Tiempo |
| - | --------------------- | ------ |
| 1 | "Summer Time"         | 3:38   |
| 2 | "Tragic"              | 3:05   |
| 3 | "Story of My Life"    | 3:15   |
| 4 | "24 Hours of Insults" | 3:16   |
| 5 | "As I Walk Away"      | 3:25   |

## Certificaciones
| País  | Posición | Certificación |
| ----- | -------- | ------------- |
| U.S.  | 1        | Oro           |
| U.K   | 1        |               |
| Can   | 1        | Platino       |
| Aus   | 1        |               |
| NZ    | 1        |               |
| ALE   | 1        | 3x Platino    |
| AUS   | 1        |               |
| SUI   | 1        |               |
| CHN   | 1        |               |
| MEX   | 1        | Oro           |
| ESP   | 1        |               |
| JAP   | 2        |               |
| Mundo | 1        | Platino       |